# Losacino
Losacino es un municipio y localidad española perteneciente a la provincia de Zamora, en la comunidad autónoma de Castilla y León.
En el municipio incluye las localidades de Castillo de Alba, Losacino, Muga de Alba y Vide de Alba.

## Topónimo
La etimología del topónimo Losacio, estaría formada por la base losa o lausa y el sufijo latino "-ācĕus", indicador de proceso constructivo material. Se trataría por lo tanto de la referencia a alguna construcción techada con losa, hecho frecuente en el noroeste peninsular en la arquitectura popular de molinos de agua y hornos, elementos particularmente necesitados de refuerzo ante el peligro, respectivamente, de inundaciones o incendios.

## Historia
La Muela-El Chano, en un meandro del Esla, guarda el enclave de un antiguo poblado con piezas achelenses del Paleolítico -bifaces y útiles líticos-, además de cerámicas, tégulas y restos de cronología romana de menor entidad, que serían los primeros vestigios de poblamiento humano en el municipio.
Durante la Edad Media Losacino quedó integrado en el Reino de León, cuyos monarcas habrían acometido la repoblación de la localidad dentro del proceso repoblador llevado a cabo en la zona. Tras la independencia de Portugal del reino leonés, en 1143, la localidad habría sufrido por su situación geográfica los conflictos entre los reinos leonés y portugués por el control de la frontera.
Por otro lado, durante los siglos XIII y XIV Losacino perteneció a la Orden del Temple, formando parte de la encomienda templaria de Alba una vez que el rey Alfonso IX de León otorgó a esta Orden la comarca, donación que se hizo efectiva en 1220 tras una posible entrega anterior.
Durante la Edad Moderna, Losacino estuvo integrado en el partido de Carbajales de Alba de la provincia de Zamora, tal y como reflejaba en 1773 Tomás López en Mapa de la Provincia de Zamora. Así, al reestructurarse las provincias y crearse las actuales en 1833, la localidad se mantuvo en la provincia zamorana, dentro de la Región Leonesa, integrándose en 1834 en el partido judicial de Alcañices, dependencia que se prolongó hasta 1983, cuando fue suprimido el mismo e integrado en el partido judicial de Zamora.
En torno a 1850, se integraron en el municipio de Losacino las localidades de Castillo de Alba, Muga de Alba y Vide de Alba.

## Geografía humana

### Demografía
Cuenta con una población de 187 habitantes (INE 2024).
| Gráfica de evolución demográfica de Losacino entre 1842 y 2021 |
| |
| Población de derecho según los censos de población del INE Población de hecho según los censos de población del INEEntre el censo de 1857 y el anterior, crece el término del municipio porque incorpora a 495029 (Castillo de Alba), 495083 (Muga de Alba) y 495161 (Vide de Alba) |

| 394                        | 379 | 330 | 306 | 218 |
| (Fuente: [cita requerida]) |     |     |     |     |

## Patrimonio
- Iglesia de San Pelayo. Sustituye al antiguo templo parroquial afectado por el embalse del Esla, siendo construida en los años 30 del siglo XX. Conserva en su interior el retablo central barroco y la imagen del Santo titular del antiguo templo.
- Castillo de Alba, situado en la pedanía homónima y que está declarado Bien de Interés Cultural.
- Arquitectura tradicional. Fuentes, molinos harineros, pontones y viviendas revelan una humilde arquitectura rural de adobe, pizarra, madera y -en menor medida- piedra, con cerrajería de fragua, inserta en el paisaje cromático que suscitan las aguas del embalse.

## Gastronomía
La Gastronomía comarcal y local invita a degustar excelentes carnes y embutidos, -especialmente ternera-, guisos, asados, productos de temporada como setas, frutos del bosque o castañas, y dulces típicos variados resaltando los tradicionales Borrachos y el Bollo maimón.

## Fiestas
Losacino celebra sus fiestas patronales el primer domingo de octubre.